# Harald Nielsen
Pour les articles homonymes, voir Nielsen.
Harald Ingemann Nielsen, né le 26 octobre 1941 à Frederikshavn et mort le 11 août 2015, est un footballeur danois. Il jouait au poste d'attaquant et termina deux fois meilleur buteur en Serie A.

## Biographie

### Au Danemark

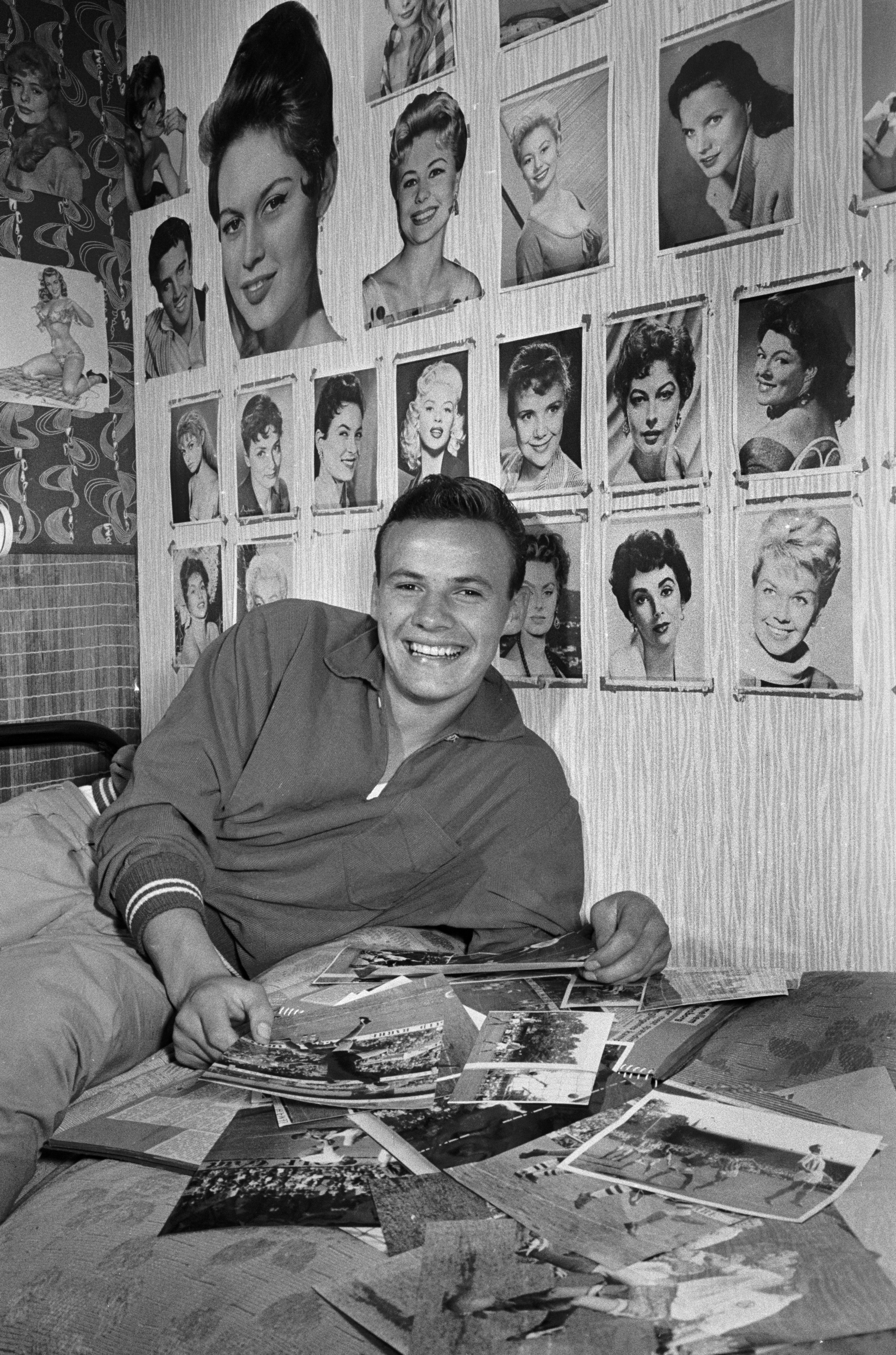
Harald Nielsen en 1959.

Harald Nielsen commence le football dans sa ville natale au Frederikshavn fI (en), en mars 1959 il joue pour l'équipe première qui évolue en deuxième division danoise. Au poste d'avant-centre, il termine la saison comme meilleur buteur de la deuxième division et contribue à la promotion du club en première division. La première journée de la saison 1960, il marque les trois buts de son équipe lors de la victoire 3 à 1 contre BK Frem Copenhague. Le club termine en fin de saison à la 5e place et Harald Nielsen est de nouveau le meilleur buteur du championnat. Ces performances attirent les clubs étrangers, il signe en 1961 pour le club italien de Bologne.

### En Italie
Lors de sa première saison avec le FC Bologne, il ne dispute que 16 matchs mais marque huit buts. La saison suivante il est plus utilisé, il dispute 29 matchs et marque 19 buts. Lors de cette saison 1962-1963 il sera meilleur buteur en compagnie de l'Argentin Pedro Manfredini de l'AS Rome. La saison suivante il sera de nouveau le meilleur buteur avec 21 buts en 31 parties. Il remporte également le titre de champion d'Italie en battant l'Inter Milan lors d'un match d'appui, les deux équipes étaient à égalité de point en fin de saison, Harald Nielsen marquera le deuxième but de la rencontre (score final 2-0). Le titre de 1963-1964 reste à ce jour le seul pour le FC Bologne, dans les saisons suivantes le club se contentera d'une deuxième place en 1965-1966 et d'une troisième place en 1966-1967. Nielsen n'aura plus la même efficacité avec Bologne, il sera néanmoins convoité en 1967 par l'Inter Milan, la somme du transfert est à cette époque un record en Serie A.
À l'Inter Milan, Harald Nielsen ne retrouvera pas non plus son efficacité d'antan, même s'il marque l'unique but de la Coupe du monde des clubs (à cette époque la compétition est encore inofficielle) contre le FC Santos de Pelé. Sans beaucoup de temps de jeu sous la direction de Helenio Herrera, il rejoint le SSC Naples en 1968. Il reste une saison à Naples, où il ne dispute que 10 matchs. La saison suivante il tente sa chance à la Sampdoria où il ne dispute que quatre matchs, en fin de saison il met un terme à sa carrière de joueur à l'âge de 29 ans.

### En équipe nationale
Harald Nielsen endossera quatorze fois le maillot de l'équipe du Danemark entre 1959 et 1960. Il mènera le Danemark en finale des Jeux olympiques d'été de 1960, il participe aux cinq rencontres et marquera six buts devenant le meilleur buteur du tournoi.
En partant jouer en Italie, il se ferme les portes de l'équipe nationale car à cette époque les joueurs évoluant à l'étranger n'étaient pas qualifiés pour représenter le Danemark.
Harald Nielsen possède l'un des meilleurs ratios buts/sélections en équipe du Danemark avec 15 buts en 14 matches.

### Reconversion

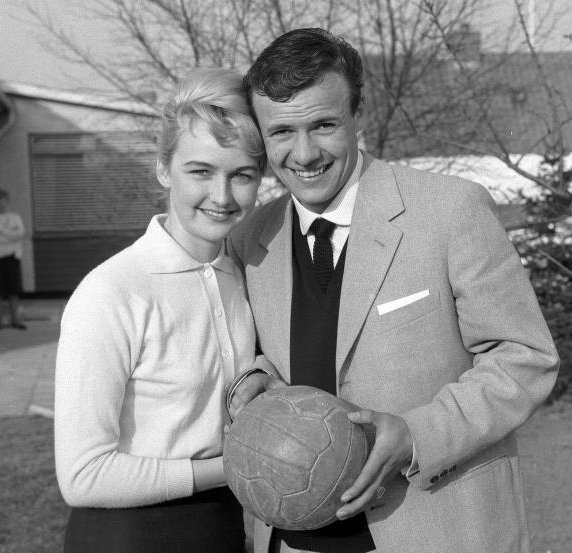
Rudi et Harald Nielsen.

Après sa carrière de joueur il fonde avec sa femme Rudi Hansen, une actrice de cinéma, une société d'import de cuir italien pour la Scandinavie.
Il est cofondateur et président du club FC København A/S qui est à l'origine du Football Club Copenhague.
Pendant sa période de footballeur Harald Nielsen écrit six livres et enregistre un disque. 
Harald Nielsen meurt à l'age de 73 ans à Bologne, il est enterré au Danemark à Gentofte.
Guld Harald est un prix portant son nom et récompensé par une statuette en or à son effigie qui est décerné depuis 2018 au Danemark.
En 2019, les médailles gagnés par Harald Nielsen, exposés dans l'Arena Nord de Frederikshavn sont volés.

## Éléments statistiques
| Saison                | Club                  | Championnat           | Championnat | Championnat | Coupe(s) nationale(s) | Coupe(s) nationale(s) | Compétition(s) continentale(s) | Compétition(s) continentale(s) | Compétition(s) continentale(s) | Danemark | Danemark | Total | Total |
| Saison                | Club                  | Division              | M.          | B.          | M.                    | B.                    | Comp.                          | M.                             | B.                             | M.       | B.       | M.    | B.    |
| 1959                  | Frederikshavn fI      | 2. division           | 21          | 19          | -                     | -                     | -                              | -                              | -                              | -        | -        | 21    | 19    |
| 1960                  | Frederikshavn fI      | 1. division           | 22          | 19          | -                     | -                     | -                              | -                              | -                              | 4        | 4        | 26    | 23    |
| 1961                  | Frederikshavn fI      | 1. division           | 6           | 5           | -                     | -                     | -                              | -                              | -                              | 10       | 11       | 16    | 16    |
| 1961-1962             | Bologne FC            | Serie A               | 16          | 8           | 0                     | 0                     | CM                             | 9                              | 11                             | -        | -        | 25    | 19    |
| 1962-1963             | Bologne FC            | Serie A               | 29          | 19          | 0                     | 0                     | CM                             | 1                              | 0                              | -        | -        | 30    | 19    |
| 1963-1964             | Bologne FC            | Serie A               | 31+1        | 21+1        | 2                     | 2                     | CM                             | 2                              | 2                              | -        | -        | 36    | 26    |
| 1964-1965             | Bologne FC            | Serie A               | 31          | 13          | 1                     | 0                     | C1                             | 3                              | 1                              | -        | -        | 35    | 14    |
| 1965-1966             | Bologne FC            | Serie A               | 29          | 12          | 0                     | 0                     | -                              | -                              | -                              | -        | -        | 29    | 12    |
| 1966-1967             | Bologne FC            | Serie A               | 21          | 8           | 0                     | 0                     | C3                             | 5                              | 5                              | -        | -        | 26    | 13    |
| 1967-1968             | Inter Milan           | Serie A               | 8           | 2           | 4                     | 2                     | -                              | -                              | -                              | -        | -        | 12    | 4     |
| 1968-1969             | SSC Naples            | Serie A               | 10          | 2           | 4                     | 2                     | C3                             | 3                              | 0                              | -        | -        | 17    | 4     |
| 1969-1970             | Sampdoria Gênes       | Serie A               | 4           | 0           | 3                     | 0                     | -                              | -                              | -                              | -        | -        | 7     | 0     |
| Total sur la carrière | Total sur la carrière | Total sur la carrière | 229         | 129         | 14                    | 6                     | -                              | 20                             | 18                             | 14       | 15       | 277   | 168   |

## Palmarès
- Championnat d'Italie : 1963-1964
- Meilleur buteur du championnat d'Italie : 1962-1963 et 1963-1964